# خلیل رونتری
خلیل رونتری (انگلیسی: Khalil Rountree Jr.؛ زادهٔ ۲۶ فوریهٔ ۱۹۹۰) ورزشکار هنرهای رزمی ترکیبی اهل ایالات متحده آمریکا است. وی از سال ۲۰۱۰ میلادی تاکنون مشغول فعالیت بوده است.
رونتری یک رزمی‌کار ترکیبی حرفه‌ای آمریکایی است که در حال حاضر در بخش نیمه‌سنگین‌وزن مسابقات قهرمانی مبارزه نهایی (یواف‌سی) رقابت می‌کند.[۲] در تاریخ ۲۴ ژوئن ۲۰۲۵، او در رتبه‌بندی نیمه‌سنگین‌وزن یواف‌سی رتبه ۴ را دارد.